# Xian de Xiji
Le xian de Xiji (西吉县 ; pinyin : Xījí Xiàn) est un district administratif de la région autonome du Ningxia en Chine. Il est placé sous la juridiction de la ville-préfecture de Guyuan.

## Démographie
La population du district était de 454 021 habitants en 1999.